# Mubarazi (vattendrag, lat -3,18, long 29,92)
Mubarazi är ett vattendrag i Burundi. Det ligger i den centrala delen av landet, 70 kilometer öster om huvudstaden Bujumbura.
Omgivningarna runt Mubarazi är en mosaik av jordbruksmark och naturlig växtlighet. Runt Mubarazi är det tätbefolkat, med 369 invånare per kvadratkilometer.